# Лук многоярусный
Лук многоярусный, или Лук рогатый, или Лук египетский, или Лук живородящий (лат. Allium proliferum) — многолетнее травянистое растение из рода Лук (Allium) семейства Луковые (Alliaceae).
Вид гибридного происхождения [Allium cepa × Allium fistulosum], овощная культура, пригодная для выращивания ранней весной.
Вид, вероятно, произошел в Китае, в Европу был завезён в средние века.
Листья широкие трубчатые, высотой до 40 см, растут всё лето. Соцветие посажено на трубчатую стрелку, на которой вместо цветков образуются воздушные луковицы. Высота стрелки может достигать 1 метра. После от соцветия образуется новая цветочная стрелка, которая тоже заканчивается соцветием с воздушными луковицами. Таким образом может формироваться от 2 до 4 уровней. Воздушные луковицы, имеют вес около 1,5 г, на каждом соцветии образуется от 3 до 30 таких луковичек.
Размножение происходит вегетативным способом, от воздушных или прикорневых луковиц.
Перья в свежем виде идут в пищу, для салатов и как приправа к супам и гарнирам. Луковички применяются для маринования.

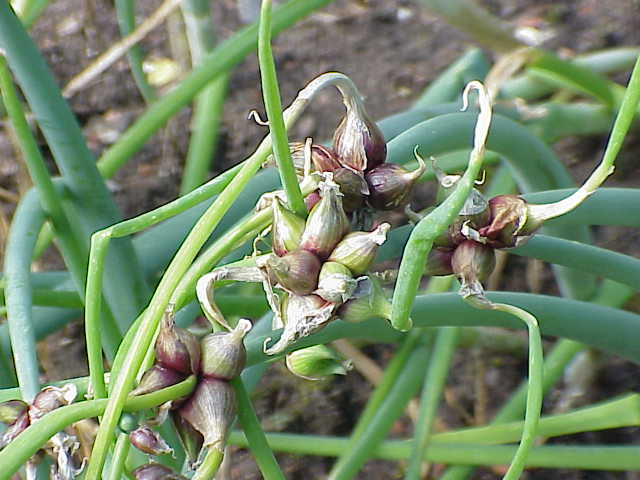
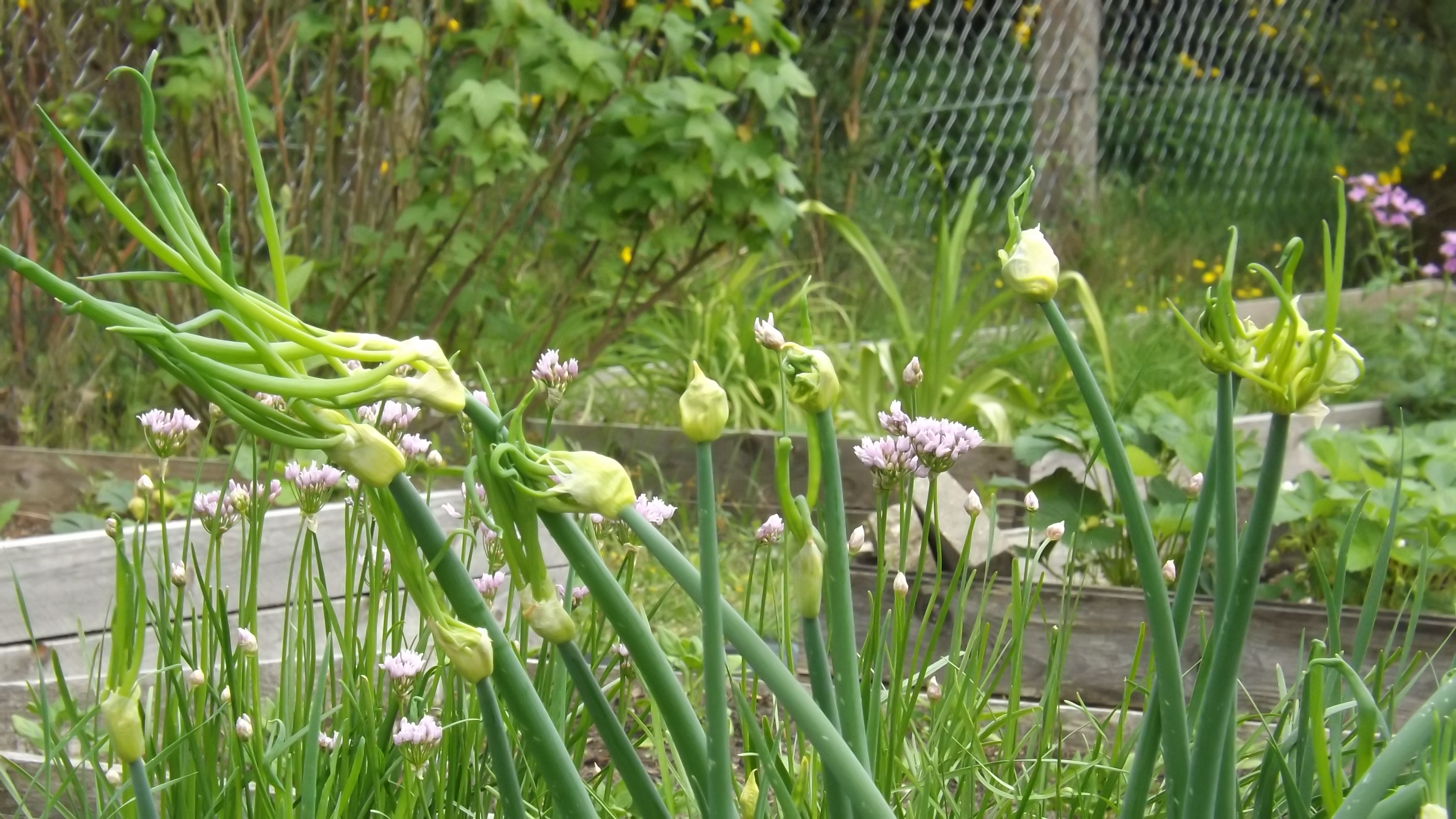
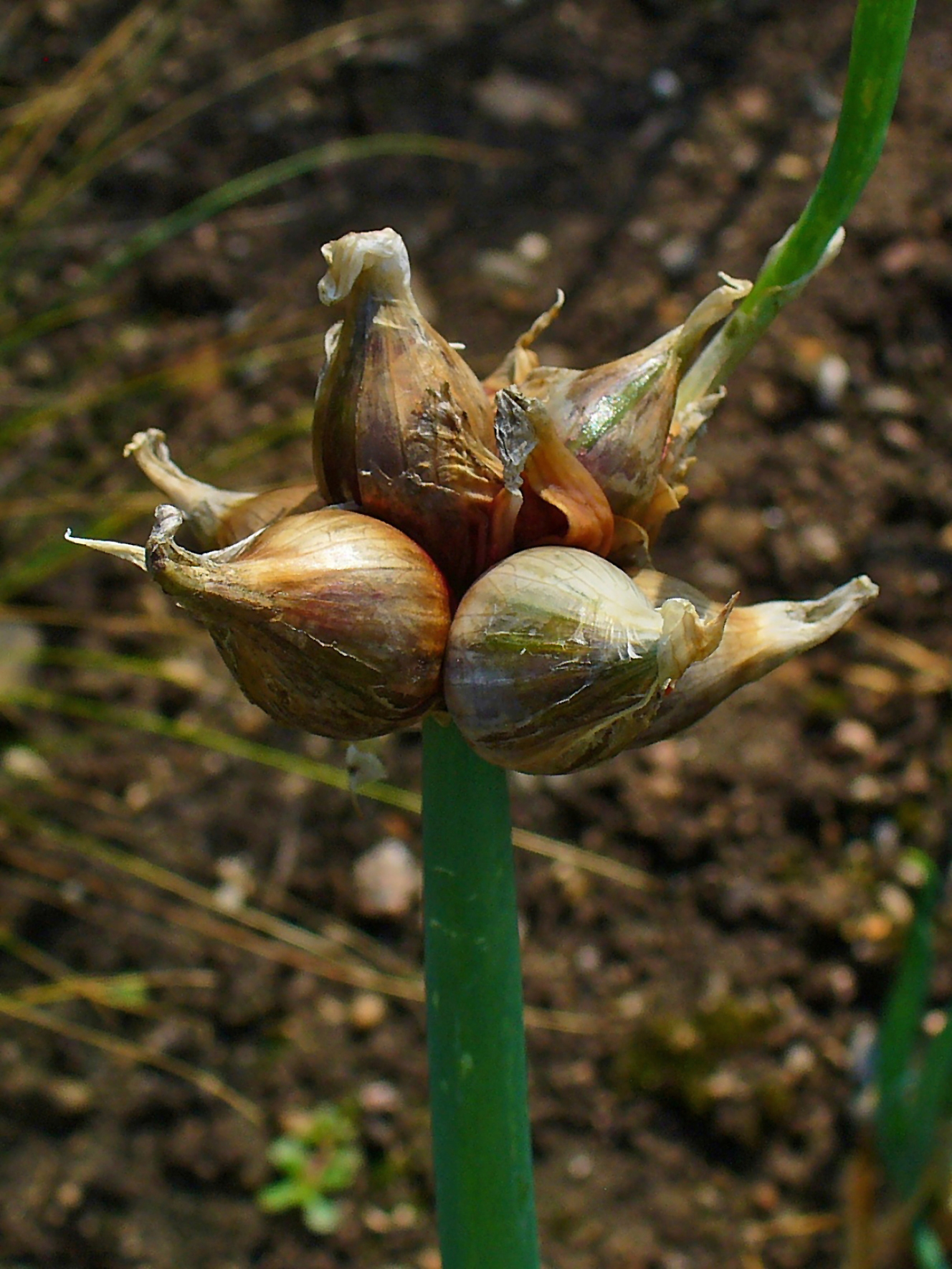
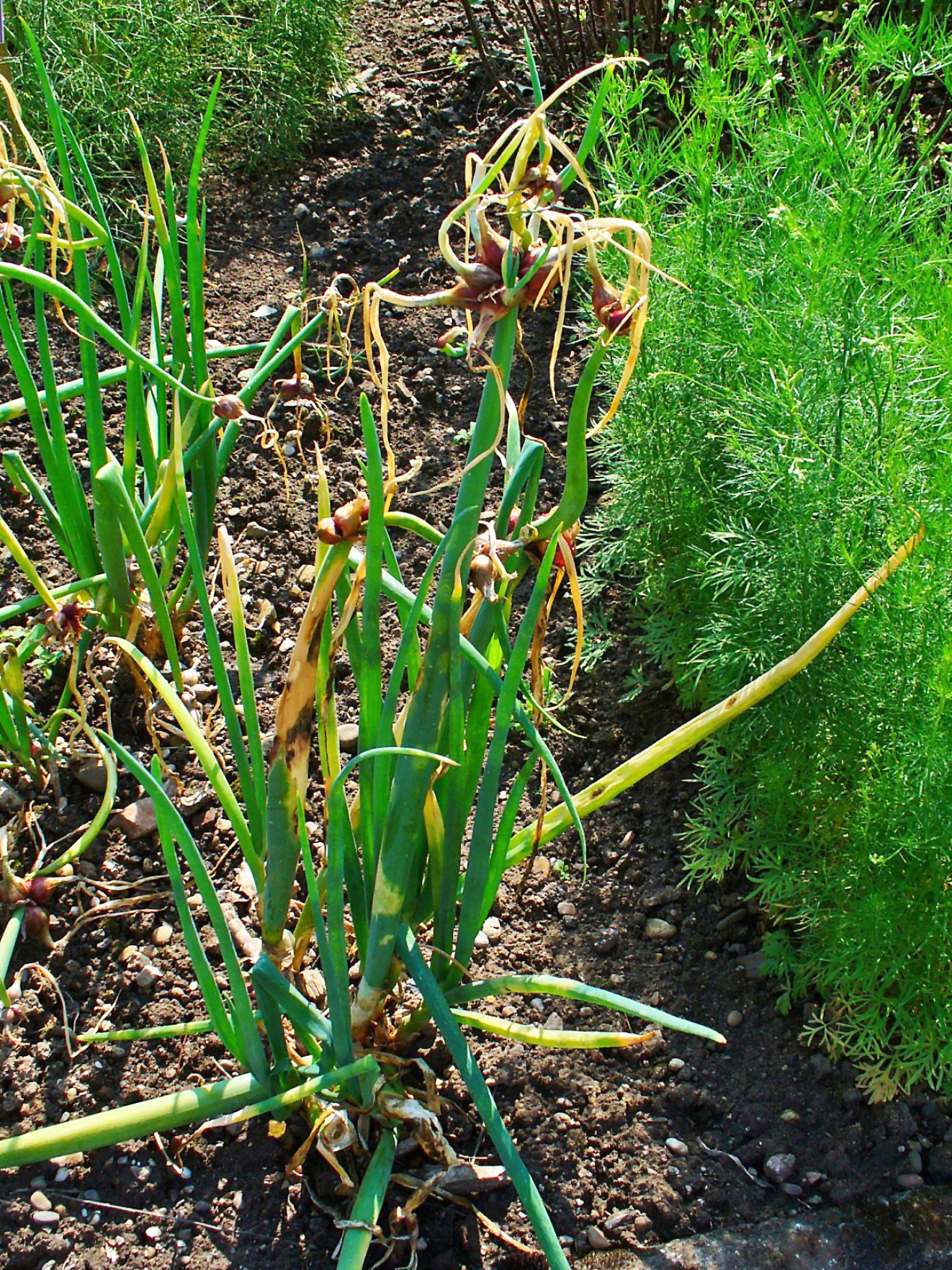
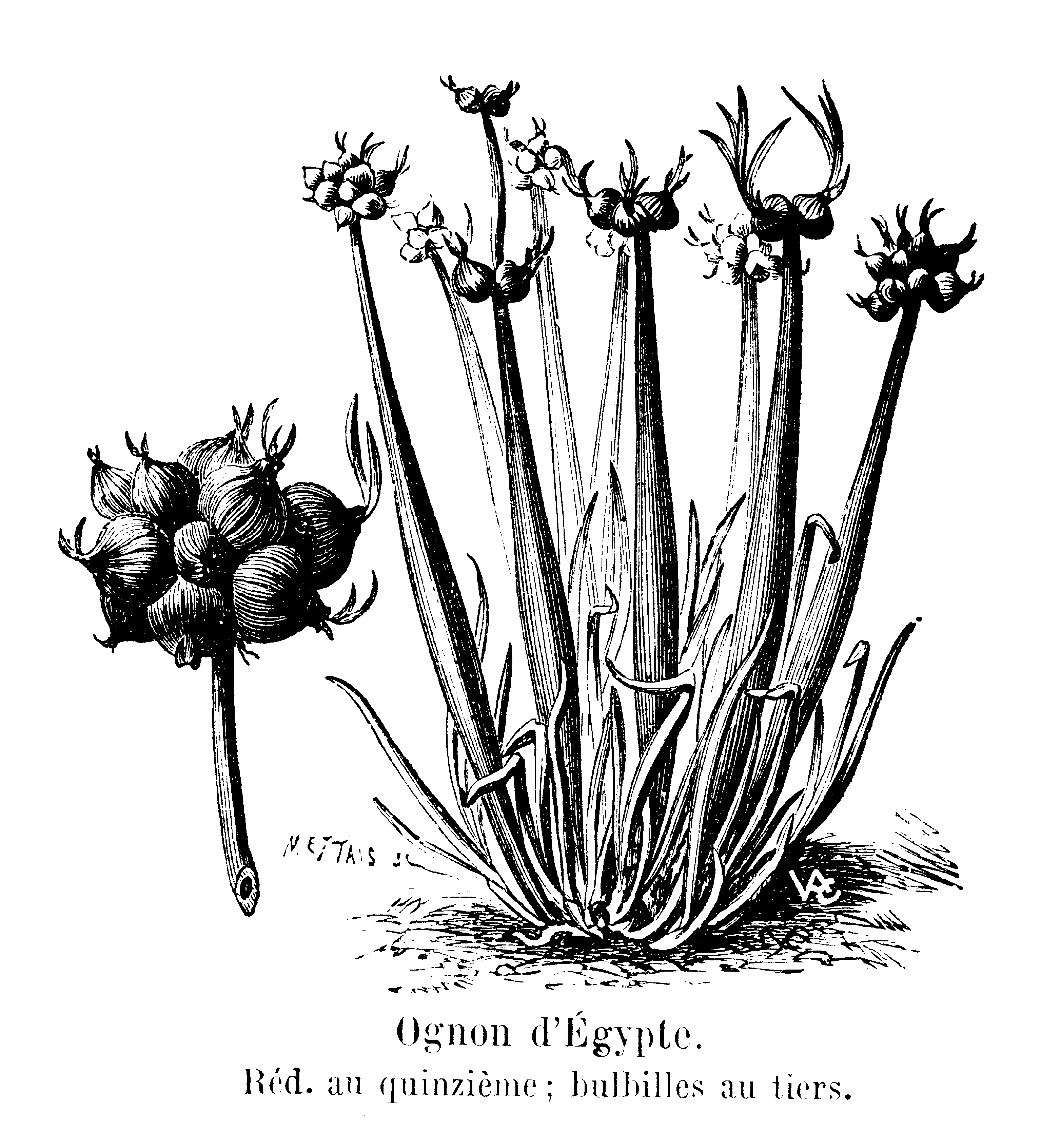
Ботаническая иллюстрация